# Championnat d'Albanie de football 1974-1975
Navigation
Championnat d'Albanie 1973-74 Championnat d'Albanie 1975-76
Le Championnat d'Albanie de football de Kategoria Superiore 1974-1975 est la 34e édition de ce championnat.

## Classement
| Rang | Équipe                  | Pts | J  | G  | N  | P  | Bp | Bc | Diff |
| ---- | ----------------------- | --- | -- | -- | -- | -- | -- | -- | ---- |
| 1    | Dinamo Tirana           | 44  | 26 | 20 | 4  | 2  | 58 | 13 | +45  |
| 2    | Vllaznia Shkodër        | 39  | 26 | 16 | 7  | 3  | 41 | 16 | +25  |
| 3    | Partizan Tirana         | 34  | 26 | 12 | 10 | 4  | 36 | 16 | +20  |
| 4    | 17 Nëntori Tirana       | 33  | 26 | 9  | 15 | 2  | 30 | 17 | +13  |
| 5    | Labinoti Elbasan        | 30  | 26 | 10 | 10 | 6  | 32 | 22 | +10  |
| 6    | Besa Kavajë             | 28  | 26 | 10 | 8  | 8  | 23 | 22 | +1   |
| 7    | Lokomotiva Durrës       | 27  | 26 | 8  | 11 | 7  | 27 | 23 | +4   |
| 8    | Traktori Lushnja        | 27  | 26 | 9  | 9  | 8  | 26 | 29 | -3   |
| 9    | Shkëndija Tirana        | 25  | 26 | 8  | 9  | 9  | 27 | 27 | 0    |
| 10   | Naftëtari Qyteti Stalin | 25  | 26 | 9  | 7  | 10 | 23 | 25 | -2   |
| 11   | Flamurtari Vlorë        | 22  | 26 | 7  | 8  | 11 | 20 | 31 | -11  |
| 12   | Skënderbeu Korçë        | 17  | 26 | 6  | 5  | 15 | 22 | 35 | -13  |
| 13   | Besëlidhja Lezhë        | 8   | 26 | 2  | 4  | 20 | 8  | 44 | -36  |
| 14   | Punëtori Patos          | 5   | 26 | 2  | 1  | 23 | 7  | 60 | -53  |

|  | Champion |
|  | Relégué  |

## Bilan de la saison
| Tableau d'Honneur                 |                  |
| Compétition                       | Vainqueur        |
| Championnat d'Albanie de football | Dinamo Tirana    |
| Coupe d'Albanie de football       | Labinoti Elbasan |

| Promotions et relégations     |                                                  |
| Relégués en First Division    | Skënderbeu Korçë Besëlidhja Lezhë Punëtori Patos |
| Promus en Kategoria Superiore | Luftëtari Gjirokastër                            |